# Бон, Луи Андре
Луи Андре Бон (фр. Louis André Bon; 25 октября 1758, Роман-сюр-Изер — 19 мая 1799, Акко, Дамаск) — французский военачальник, дивизионный генерал.

## Биография
Родился в 1758 году в Роман-сюр-Изер. Подростком записался в Королевский пехотный полк (фр.), в составе французского контингента принимал участие в Войне за Независимость США (на стороне США). С началом Великой французской революции был избран командиром 1-го батальона волонтёров департамента Дром, во главе которого присоединился к войскам генерала Дюгомье на границе с Испанией и продемонстрировал большое личное мужество, в том числе в ходе боёв за форт Бельгард. В ноябре 1794 года Бон был повышен до бригадного генерала.
В 1796 году возглавлял пехотную бригаду во французской Итальянской армией под командованием Бонапарта и Ожеро, был ранен во время сражения при Арколе.
Повышенный до дивизионного генерала, Бон в 1799 году возглавил одну из дивизий Египетской армии генерала Бонапарта. В Египте он отличился при взятии Александрии, а затем — при взятии Каира, в этом последнем сражении, как считается, даже сыграл решающую роль. В дальнейшем с отличием участвовал в битве у горы Табор, во взятии Эль-Ариша, взятии Газы, участвовал в осаде Сен-Жан-д’Акра. Во время этой осады, 10 мая 1799 года, генерал Бон, наступая во главе своих гренадер через пролом в стене был смертельно ранен вражеской пулей и вскоре скончался.
Как это ни странно, Наполеон, обычно весьма щедрый к своим соратникам и к их семьям, надолго забыл о генерале Боне и его подвиге. Четырнадцать лет спустя, инспектируя одно из военных училищ, император спросил у одного из кадетов его фамилию. Кадет назвал себя и оказался сыном генерала Бона. «Где твоя мать?», — спросил Наполеон. «Голодает в одной из парижских мансард», — ответил кадет (съёмные квартиры под крышей, в мансардах, в то время считались самыми дешёвыми). Несколько сконфуженный, Наполеон исправил свою ошибку: вдова генерала Бона получила пенсию, а сын — баронский титул (в воздаяние заслуг его отца) и ежегодную денежную ренту.

## Память
Имя генерала Бона, среди имён других отличившихся революционных и наполеоновских генералов, выбито на Триумфальной Арке в Париже.